# Gainford (Alberta)
Pour les articles homonymes, voir Gainford.
Gainford est un hameau (hamlet) du Comté de Parkland, situé dans la province canadienne d'Alberta.

## Démographie
En tant que localité désignée dans le recensement de 2011, Gainford a une population de 132 habitants dans 55 de ses 71 logements, soit une variation de 0.0% par rapport à la population de 2006. Avec une superficie de 1,082 0 km2, le hameau possède une densité de population de 121,996 3 hab/km2 en 2011.
Concernant le recensement de 2006, Gainford abritait 132 habitants dans 54 de ses 64 logements. Avec une superficie de 1,082 0 km2, le hameau possédait une densité de population de 122,0 hab/km2 en 2006.